# Zemský okres Coburg
Zemský okres Coburg (německy Landkreis Coburg) je okres v německé spolkové zemi Bavorsko, ve vládním obvodě Horní Franky. Okresním městem je Coburg, který však není součástí okresu.

## Historie
V letech 1826 až 1918 byl region součástí Sasko-kobursko-gothajského vévodství. Po referendu v roce 1919 obyvatelé části okolo Coburgu rozhodli o vstupu do Bavorska. V roce 1972 bylo do okresu začleněno město Neustadt bei Coburg.

## Města a obce
| Města: 1. Bad Rodach 2. Neustadt bei Coburg 3. Rödental 4. Seßlach | Obce: 1. Ahorn 2. Dörfles-Esbach 3. Ebersdorf bei Coburg 4. Großheirath 5. Grub am Forst 6. Itzgrund 7. Lautertal 8. Meeder 9. Niederfüllbach 10. Sonnefeld 11. Untersiemau 12. Weidhausen bei Coburg 13. Weitramsdorf |